# Necyla sacra
Necyla sacra är en insektsart som beskrevs av Navás 1914. Necyla sacra ingår i släktet Necyla och familjen fångsländor. Inga underarter finns listade i Catalogue of Life.